# Karol Penson
 (juin 2017).
Karol Andrzej Penson est un chercheur en physique mathématique, transcripteur et arrangeur de musique, de nationalité allemande, né le 21 décembre 1946 à Varsovie.

## Biographie
Actuellement professeur à l'université Paris VI, ses travaux scientifiques concernent les fonctions spéciales, la physique combinatoire et notamment la généralisation des nombres de Bell et les liens entre propriétés des particules élémentaires, les algèbres d'opérateurs et les lois de distribution statistiques.
Membre du comité éditorial de la revue "Annales de l'Institut Poincaré - D - Combinatorics, Physics and their interactions" publié par la Société Européenne de Mathématiques.
Auteur de transcriptions pour piano, certaines ont été enregistrées par Cyprien Katsaris.

## Prix et distinctions
Prix Franco-Allemand Alexander von Humboldt 1988